# The Mana World
The Mana Worldは、The Mana World Projectがフリーかつオープンソースで開発する、2DレトロスタイルのMMORPG。ソフトウェアは、サーバー、クライアントともにオープンソースで開発されている。

## サーバー
公式サーバーは現在、レガシー (server.themanaworld.org) と、テスト中のバージョン (testing.themanaworld.org) が存在する。どちらもゲームをプレイすることが可能であるが、データは独立する。リポジトリについてはレガシー版はGitHub (https://github.com/themanaworld) に、テスト版はGitLab (https://gitlab.com/evol) にある。
サーバーソフトウェアはLinuxでのみ動作する。DBMSにはMariaDBかMySQLを選択可能である。
レガシー版は英語のみの対応となり、テスト版は英語、ドイツ語、スペイン語、フランス語に対応しているが、どちらも現時点では日本語に対応していない。

## クライアント
公式のクライアントソフトウェアとして、『ManaPlus』を使用する。ManaPlusはManaの後継であり、Linuxのほか、WindowsやMacOS、ChromeOS・Google Chrome、Android (ベータ版)、Nintendo Switchでも動作する。Windows版については、インストール版のほか、PortableApps.comにポータブル版も存在する。
クライアントは基本的に英語であるが、日本語などいくつかの言語にも対応している。しかし、現時点では翻訳が不完全な部分が多い。また、チャットウィンドウにはコピペ以外では日本語を入力できない。初期設定では、一部のテキストが文字化けするため、最初にテーマの設定を変更する必要がある。